# 2006 SF369
2006 SF369, também escrito como 2006 SF369, é um corpo menor que está localizado no disco disperso, uma região do Sistema Solar. Este corpo celeste é classificado como um threetino, pois, o mesmo está em uma ressonância orbital de 1:3 com o planeta Netuno. Ele possui uma magnitude absoluta de 6,7 e tem um diâmetro estimado com cerca de 144 km. Este objeto é um sistema binário, o outro componente, o S/2008 (2006 SF369) 1, possui um diâmetro estimado em cerca de 141 km.

## Descoberta
2006 SF369 foi descoberto no dia 30 de setembro de 2006 pelos astrônomos A. C. Becker, A. W. Puckett e J. Kubica através do Observatório de Apache Point que está situado no Novo México, EUA.

## Órbita
A órbita de 2006 SF369 tem uma excentricidade de 0,373 e possui um semieixo maior de 62,365 UA. O seu periélio leva o mesmo a uma distância de 39,081 UA em relação ao Sol e seu afélio a 85,881 UA.